# Elatostema obovatum
Elatostema obovatum es una especie de planta del género Elatostema, perteneciente a la familia Urticaceae.

## Taxonomía
Elatostema obovatum fue descrita por Hugh Algernon Weddell en 1854.

## Distribución
Se encuentra en el territorio de Filipinas.